# 赤箭嵩草
赤箭嵩草（学名：Carex deasyi）为莎草科薹草属下的一个种。